# Caryopemina
Caryopemina é uma subtribo da tribo Pachymerini, da subfamília Bruchinae.

## Sistemática
- Ordem Coleoptera
  - Subordem Polyphaga
    - Infraordem Cucujiformia
      - Superfamília Chrysomeloidea
        - Família Chrysomelidae
          - Subfamília Bruchinae
            - Tribo Pachymerini
              - Subtribo Caryopemina
                - Gênero Caryopemon
                - Gênero Diedobruchus
                - Gênero Protocaryopemon